# Bec d'Or i els seus amics
Bec d'Or i els seus amics (xinès simplificat: 老鹰抓小鸡, pinyin: Lǎoyīng zhuā xiǎo jī, literalment 'Àguila atrapa un pollet'; títol en anglès, Goldbeak) és una pel·lícula d'animació de 2021 dirigida per Dong Long i Nigel W. Tierney. Es tracta d'una coproducció entre la República Popular de la Xina i els Estats Units d'Amèrica. Es va estrenar per primer cop l'octubre de 2021 a la Xina. La versió doblada al català es va estrenar el juny de 2024.

## Sinopsi
Bec d'Or és un aguiló que s'ha criat entre gallines. Un bon dia emprèn un viatge cap a Ciutat Aviar, decidit a descobrir la seva veritable identitat. Allà retroba el seu llinatge i s'uneix als exploradors àguila. Però una antiga conspiració provoca una guerra entre pollastres i àligues, de manera que haurà de triar entre la família que el va criar i els seus companys d'espècie.